# La Grande Aventure de la Bible
 (décembre 2020).
Si vous disposez d'ouvrages ou d'articles de référence ou si vous connaissez des sites web de qualité traitant du thème abordé ici, merci de compléter l'article en donnant les références utiles à sa vérifiabilité et en les liant à la section « Notes et références ».
La Grande Aventure de la Bible (The Greatest Adventure: Stories from the Bible) est un dessin animé vidéofilm produit par les studios Hanna-Barbera racontant l'aventure de trois jeunes aventuriers faisant un voyage dans le temps pour assister à des événements bibliques. Treize vidéos ont été sorties entre 1985 et 1992.